# Námestie osloboditeľov (Košice)
Náměstí osvoboditelů (slovensky Námestie osloboditeľov) je náměstí na jižní straně historického jádra města Košice, na hranici městských částí Staré město a Jih. Jedná se o přestupní uzel linek městské hromadné dopravy, oblíbené místo srazů a místo konání veřejných akcí. V první řadě je to prostor s nejdynamičtějším stavebním vývojem ve městě, který je dokončen výstavbou polyfunkčního komerčního centra Aupark.
Náměstí dostalo současný název po osvoboditelích, tedy sovětských vojácích, kteří osvobodili město od Němců v závěru druhé světové války. Těm byl vybudován pomník v centru náměstí.

## Zajímavosti
- Do roku 1918: Erzsébet-tér (podle Sissi)
- 1918 – 10. listopad 1938: Legionárske námestie
- 10. listopad 1938 - 1944: Horthy Miklós-tér
- 1944 – 1945: Erzsébet-tér
- 1945 – 1949: Legionárske námestie
- 1949 – dodnes: Námestie osloboditeľov (podľa starého pravopisu aj: Námestie Osloboditeľov, námestie Osloboditeľov)
- V roce 1992 během rozsáhlého přejmenovávání ulic a náměstí probíhaly veřejné diskuse o přejmenování. Objevily se tři návrhy:
  - Přejmenovat jej zpět na legionářské náměstí
  - Přejmenovat ho na Hlavní náměstí
  - Ponechat název "Náměstí osvoboditelů"